# Shuma Nagamatsu
Shuma Nagamatsu (jap. 永松 秀麻 Nagamatsu Shuma; ur. 29 sierpnia 1995 w Moriguchi) – japoński piłkarz grający na pozycji ofensywnego pomocnika bądź napastnika w polskim klubie Ruch Chorzów.

## Kariera piłkarska

### Początki kariery
W latach 2014–2016 grał dla Kansai University Football Club, występującego w pierwszej lidze Kansai Soccer League. W 2016 roku był wyróżniającym się graczem ligi, strzelając 8 bramek, co pozwoliło mu uplasować się na 4. miejscu w rankingu strzelców Kansai Soccer League.
W maju 2017 roku zadebiutował w lidze Kansai Student Soccer League. Zagrał również w Ogólnojapońskim uniwersyteckim turnieju piłki nożnej o Puchar Premiera.

### Kariera klubowa
Po ukończeniu studiów na Uniwersytecie Kansai, w czerwcu 2018 roku dołączył do łotewskiej drugoligowej drużyny SK Super Nova. W 2019 roku przeniósł się z SK Super Nova do FK Tukums 2000, również grającego w drugiej lidze łotewskiej.
Kolejnym kierunkiem jego kariery klubowej była Polska. W 2020 roku dołączył do drużyny Świt Szczecin, występującej na poziomie III ligi. Niecałe półtora roku później dołączył do Pruszkowskiego Znicza, z którym w sezonie 2022/23 awansował do pierwszej ligi. 
W sezonie 2023-2024 zdobył 10 bramek i pięć asyst w 31 meczach Fortuna 1 Liga oraz jedną bramkę i jedną asystę w dwóch meczach Pucharu Polski. Trzykrotnie znalazł się w najlepszej jedenastce ligi, a jego gol z jedenastej kolejki został wybrany jako najpiękniejsza bramka kolejki.
Od sezonu 2024/25 jest zawodnikiem Korony Kielce, klubu występującego na najwyższym poziomie piłkarskim w Polsce.
4 października 2024 roku Nagamatsu w barwach kieleckiej drużyny, strzelił swojego premierowego gola w PKO BP Ekstraklasa w potyczce z łódzkim Widzewem, po którym Korona odniosła zwycięstwo 1:0 w Łodzi.